# Heart of Darkness (gra komputerowa)
Heart of Darkness – komputerowa gra platformowa wyprodukowana przez francuską spółkę Amazing Studio i wydana w 1998 roku przez Interplay Entertainment.

## Fabuła
Uczeń Andy na żądanie nauczyciela wybiera się do parku, by obserwować zaćmienie Słońca. W parku pojawiają się jednak tajemnicze cienie, które porywają należącego do Andy'ego psa Whisky’ego. Andy, by ratować Whisky'ego, za pomocą samodzielnie skonstruowanego statku wyrusza do krainy Darkworld, gdzie zmaga się z wieloma przeciwnikami.

## Rozgrywka
Heart of Darkness jest dwuwymiarową grą platformową, w której kierowany przez graczy Andy musi stawić czoła wyzwaniom zręcznościowym i rozwiązując zagadki logiczne. Kierowany bohater może skakać, wspinać się, a także pływać. Andy dysponuje szerokim zakresem ruchów, może również korzystać z działka plazmowego, które niszczy napotkane cienie.

## Produkcja
Heart of Darkness zostało wyprodukowane przez francuską wytwórnię Amazing Studio, założoną przez Érica Chahiego. Po sukcesie swojej poprzedniej gry, Another World (1991), Chahi rozpoczął prace nad nowym projektem w 1992 roku. W 1995 roku na targach CES w Los Angeles pojawił się teaser gry, który wzbudził zainteresowanie samego Stevena Spielberga. Prace nad Heart of Darkness jednak się przedłużały, gdyż pracownicy Amazing Studio obsesyjnie pragnęli, by ich gra przypominała interaktywny film o wysokiej jakości animacji. Heart of Darkness ukazało się dopiero w 1998 roku, ale już wtedy było uznawane za przestarzałe na tle współczesnych mu gier na PlayStation. Mimo niezłej sprzedaży (1,5 milionów egzemplarzy) gra przyczyniła się do bankructwa Amazing Studio i na kilkanaście lat odstręczyła Chahiego od pracy nad kolejnymi utworami. 